# Bob Express
Bob Express is een gemotoriseerde achtbaan in het Belgische attractiepark Bobbejaanland in Lichtaart en staat in het themagebied Mystery Bay.
De achtbaan werd gebouwd door MACK Rides en werd in 2000 geopend. De achtbaan is boven het grote meer en de Wild Water Slide gebouwd. De achtbaan maakt steeds ritten van twee rondjes.

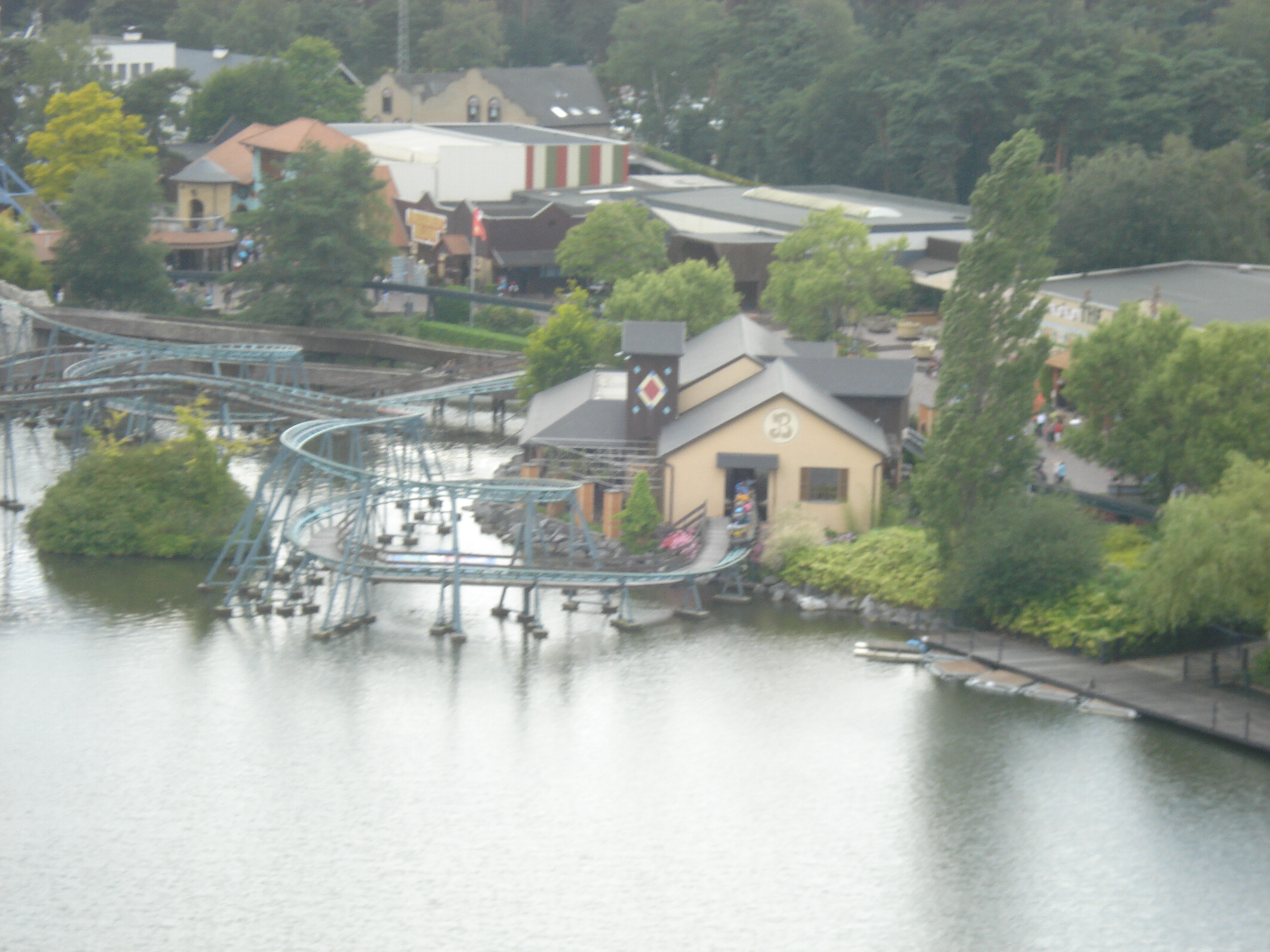
Bob Express

## Geschiedenis
- Een on-ride fotosysteem werd in het seizoen van 2025 toegevoegd. De camera bevindt zich bij de eerste bocht van de rit. Er wordt zowel tijdens de eerste als de tweede ronde een foto genomen.

Afbeeldingen